# Dyrkullstjärnen
Dyrkullstjärnen är en sjö i Sundsvalls kommun i Medelpad och ingår i Ljungans huvudavrinningsområde. Sjön har en area på 0,0559 kvadratkilometer och ligger 275,2 meter över havet.

## Delavrinningsområde
Dyrkullstjärnen ingår i det delavrinningsområde (691242-154989) som SMHI kallar för Inloppet i Myssjön. Medelhöjden är 275 meter över havet och ytan är 3,64 kvadratkilometer. Räknas de 4 avrinningsområdena uppströms in blir den ackumulerade arean 19,14 kvadratkilometer. Rännöån som avvattnar avrinningsområdet har biflödesordning 2, vilket innebär att vattnet flödar genom totalt 2 vattendrag innan det når havet efter 42 kilometer. Avrinningsområdet består mestadels av skog (86 procent). Avrinningsområdet har 0,06 kvadratkilometer vattenytor vilket ger det en sjöprocent på 1,5 procent.